# Ackerbürgerhof Halbemondstraße 6 (Calvörde)
Der Ackerbürgerhof in der Halbemondstraße 6 in Calvörde  steht unter Denkmalschutz.

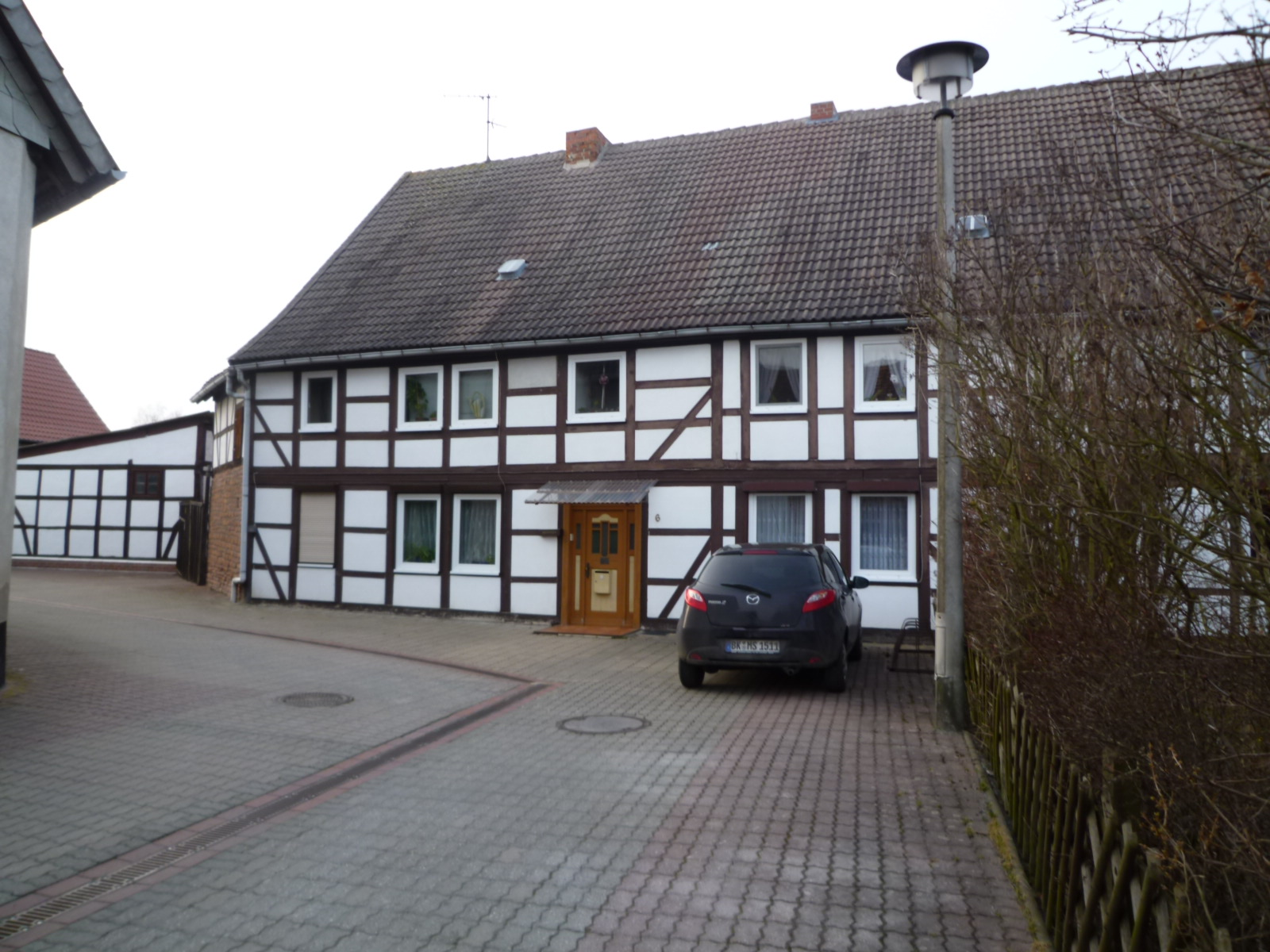
Ackerbürgerhof, Vorderansicht 2011

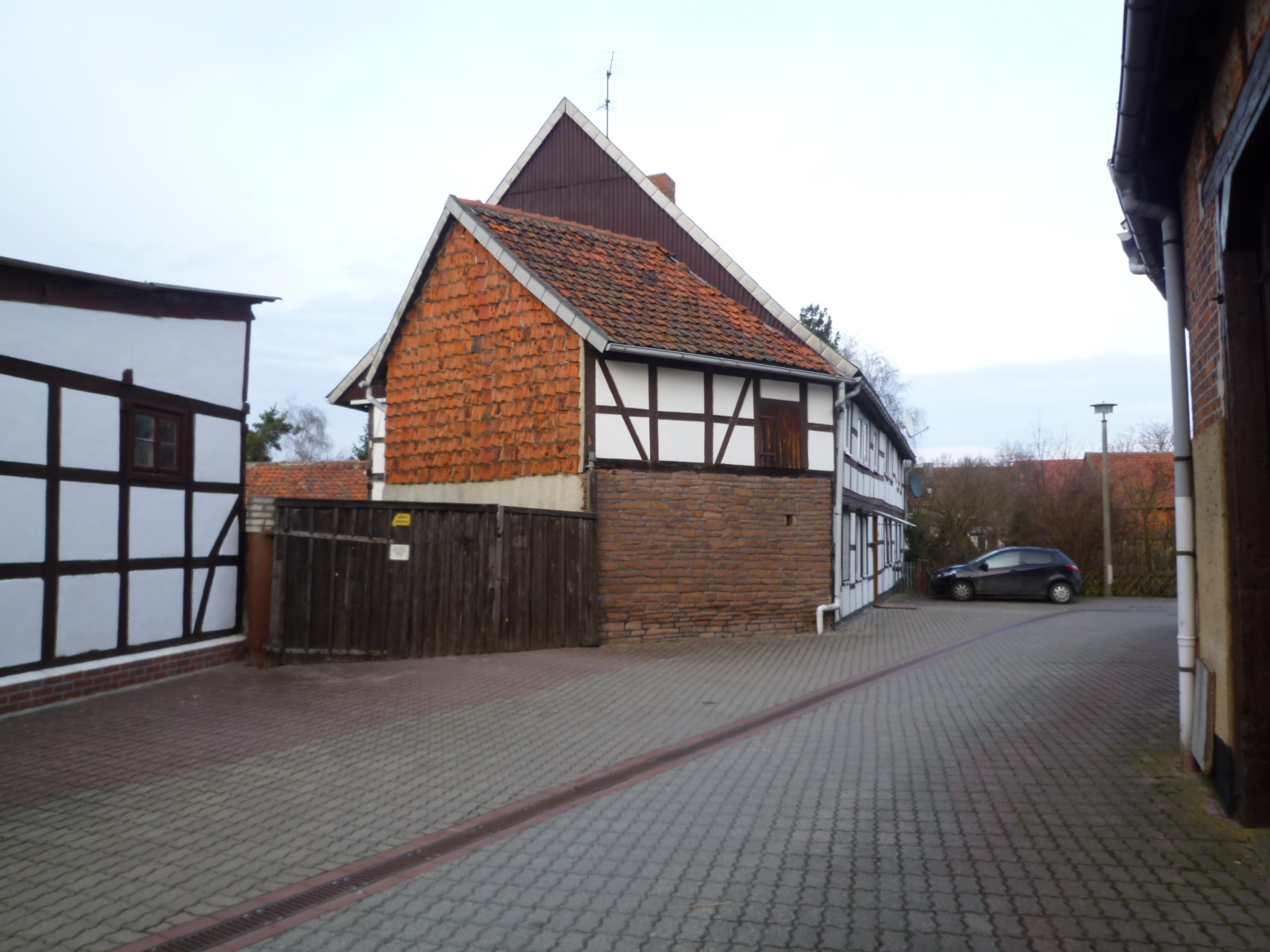
Ackerbürgerhof, Seitenansicht 2011

## Lage und Beschreibung
Der Ackerbürgerhof steht heute im Hünerdorf, eines der drei Weichbilder von Calvörde. Zum Ackerbürgerhof gehören ein Fachwerkwohnhaus mit hohem Satteldach, welches um 1800 entstanden ist, und drei Nebengebäude. Dieser Ackerbürgerhof ist der letzte dieser Art, der die historisch geprägte Halbemondstraße komplett abschließt. Das mächtige Fachwerkwohnhaus ist von der Polschebockstraße zu sehen und gilt als straßenbildprägend (Point de vue) für die Geschwister-Scholl-Straße in Calvörde. Der Ackerbürgerhof zählt zu den Sehenswürdigkeiten in Calvörde.